# مايك أندرسن
مايك أندرسن هو موسيقي وكاتب أغاني دنماركي، ولد في 25 فبراير 1977 في Rødekro Municipality ‏ في الدنمارك.

## وصلات خارجية
- مايك أندرسن على موقع ميوزك برينز (الإنجليزية)
- مايك أندرسن على موقع ديسكوغز (الإنجليزية)